# ماديو كانوتي
ماديو كانوتي (بالفرنسية: Madiou Konaté)‏ (12 يناير 1982 بداكار في السنغال - ) هو لاعب كرة قدم سنغالي في مركز الهجوم. لعب مع أنقرة غوجو والنادي الأهلي وعثمانلي سبور ونادي الاتحاد ونادي المبرة ونادي اليرموك ونادي مولده وStrømmen IF ‏ وHønefoss BK ‏ والنادي الأهلي صيدا الرياضي.

## روابط خارجية
- ماديو كانوتي على موقع اتحاد النرويج (النرويجية)
- ماديو كانوتي على موقع اتحاد تركيا (لاعب) (الإنجليزية)
- ماديو كانوتي على موقع قاعدة بيانات كرة القدم.إي يو (الإنجليزية)